# Gesungene Sprache
Die gesungene Sprache gehört sowohl zur Musik als auch zur Sprache. Unter dem zweiten Aspekt gehört die gesungene Sprache, zusammen mit der gesprochenen Sprache zur Mündlichkeit (Oralität), die sich abgrenzt von der Schriftlichkeit (Literalität).

## Merkmale
Von der Seite der Musik her ist die gesungene Sprache vielfach beschrieben etwa unter den Stichworten Gesang, Arie oder Lied. Als Teil der Mündlichkeit ist sie in Europa schwieriger zu fassen, da das singende Erzählen hier keine große Relevanz mehr hat. Im Grenzbereich zwischen Sprechen und Singen sind verschiedene klassische Formen des Rezitativs zu unterscheiden. Der weiter greifende Begriff Sprechgesang umfasst auch neuere Formen, etwa Rap oder Ragga.
Grenzüberschreitende Formen des künstlerischen Ausdrucks (sowohl von der Musik als auch von der Performance oder dem Hörspiel her) experimentieren wieder vermehrt mit Möglichkeiten der gesungenen Sprache.